# Laimjala
Laimjala (tyska: Laimjall) är en by på ön Ösel i västra Estland. Den tillhör Ösels kommun i landskapet Saaremaa, 150 km sydväst om huvudstaden Tallinn. Laimjala ligger 9 meter över havet och antalet invånare är 108. Orten var fram till 2017 centralort i Laimjala kommun, som därefter slogs samman med övriga kommuner på Ösel.

## Kända invånare
Estlands tidigare president Arnold Rüütel föddes i Pahavalla utanför Laimjala.